# Raphia textilis
Raphia textilis — вид квіткових рослин родини пальмових (Arecaceae).

## Поширення
Вид поширений у тропічній Центральній Африці. Трапляється в Анголі, ДР Конго та Габоні.

## Опис
Дерево середнього розміру. Стебло прямостояче, до 3-10 м заввишки. Листя завдовжки до 7 м, складається з дрібних листочків, в кількості до 160 штук з кожного боку рахіса. Плоди циліндричної форми, довжиною 6-7 см і діаметром 4-5 см, покриті темно-червонувато-коричневою лускою.

## Значення
Волокна зі стебла Raphia textilis використовуються у текстильній промисловості.